# Козлево
Ко́злево (болг. Козлево) — село в Кирджалійській області Болгарії. Входить до складу общини Кирково.

## Населення
За даними перепису населення 2011 року у селі проживали 38 осіб, з них 5 осіб (83,3%) — болгари.
Розподіл населення за віком у 2011 році:
Динаміка населення: